# Synete dirki
Synete dirki är en fjärilsart som beskrevs av Sergius G. Kiriakoff 1959. Synete dirki ingår i släktet Synete och familjen tandspinnare. Inga underarter finns listade i Catalogue of Life.